# Selbstbehauptung
Selbstbehauptung ist die Fähigkeit, sich nach außen hin (Soziale Interaktion) der eigenen Grenzen und Rechte bewusst zu sein und diese kommunizieren zu können. 

## Beschreibung
Die Selbstbehauptung auch: Ich-Beteiligung, Ego-Involvement, Ich-Bezug – bezeichnet die bewusste und unbewusste Bezugnahme eines Individuums zu situativen, personellen oder anderen Stimuli, die meist von zentraler Bedeutung für sein soziales Verhalten sind.
„Selbstbehauptung“ ist ein allgemein beschreibender Begriff mit relativ hoher Unschärfe, da der Begriff das Konstrukt des Ich als außerordentlich komplexe Gegebenheit einschließt. Die Selbstbehauptung wird aufgefasst als Ausmaß des Selbstbezugs (als ein Teil der Motivation für ein bestimmtes Verhalten) oder auch als Grad der auf die eigene Person gerichteten bzw. vom eigenen Ich abhängigen Handlungstendenzen sowie als Umfang, in dem das Selbstkonzept, d. h. das Selbstbild, bei anderen psychischen Prozessen (siehe Wahrnehmungspsychologie, Denken, Handlung) mitbeteiligt bzw. mitbewusst ist. Diesen Auffassungen liegt die Vorstellung zugrunde, dass das "Ich" sowohl zentrale Instanz als auch zentralisierendes Organisationsprinzip ist. Als solches führt es über aktuell veränderte Einstellungen der Person zu sich selbst zu Aktivitäten, die die eigene Person zum Gegenstand haben bzw. in irgendeiner Weise Störungen des Selbstgefühls anzeigen oder regulieren.

## Training
Selbstbehauptung wird über die Arbeit an häufig auftretenden, teilweise sogar alltäglich stattfindenden Konfliktsituationen trainiert und kann im Alltag kontinuierlich weiter eingeübt werden. Erfahrungsgemäß ist dies eine Grundvoraussetzung, um sich vor sexueller/sexualisierter Gewalt zu schützen. Die Erfahrungen in den Trainings zeigen außerdem, dass bei frühzeitigem Wahrnehmen und Einsetzen der Selbstbehauptungstechniken der Einsatz körperlicher Abwehrtechniken (Selbstverteidigung) oft nicht mehr erforderlich ist. Somit erklärt sich, warum Selbstbehauptung in den kombinierten Trainings den unverzichtbaren Basisteil darstellt.

## Grenzverletzungen

### Bewusst / vorsätzlich
Eine bewusste Grenzverletzung ist die intendierte Überschreitung der Intimsphäre einer Person, durch die Grundrechte (Menschen- und Bürgerrechte) berührt werden (Freiheit, Ehre, Gesundheit, Eigentum). Der Mensch, dem die Grenzverletzung widerfährt, muss sie als solche definieren, da die Intimsphäre bei jedem Menschen, bedingt durch seine Sozialisation, seine Erfahrungen, seine Wahrnehmung etc. unterschiedlich ist. Mit Grenzverletzungen sind keinesfalls nur Straftatbestände gemeint, auch das Hervorrufen eines unguten Gefühles in Alltagssituationen kann durchaus schon als Grenzverletzung empfunden werden.

### Unbewusst
Im Gegensatz zu der bewussten Grenzverletzung sind unbewusste Grenzverletzungen von der grenzverletzenden Person maximal bedingt vorsätzlich oder unbewusst herbeigeführt. Es gibt Situationen, in denen Betroffene solche Grenzverletzungen bewusst hinnehmen, da sie sich an den betreffenden Örtlichkeiten nicht vermeiden lassen (Enge im Fahrstuhl, Bus u. a.). Im Ergebnis lösen sie bei der von der Verletzung betroffenen Person die gleichen Emotionen aus wie bei den vorsätzlichen Grenzverletzungen, und hier können die Betroffenen sich natürlich auch dafür entscheiden, ihre Grenze deutlich zu machen. Im Vordergrund stehen in jedem Selbstbehauptungstraining Grenzverletzungen unterhalb eines körperlichen Angriffs, die Teilnehmer erlebt haben oder die ihnen alltäglich widerfahren können. Konzentrieren sich Teilnehmer darauf, wie sie sich bei der Konfrontation mit einem Gewalttäter verhalten können, setzen sie ihre eigene Messlatte oft so hoch, dass sie an ihrer Zielsetzung scheitern und handlungsunfähig werden. Trainieren die Teilnehmer aber ein selbstbewusstes Auftreten in alltäglichen Situationen, so wächst mit der erfolgreichen Lösung der Alltagsprobleme ihre Selbstsicherheit und sie sind in der Lage, auch schwierige Situationen überlegt und konsequent anzugehen.

## Quelle
- Landeskriminalamt Niedersachsen - AG Standards polizeilicher Selbstbehauptungs-/ Selbstverteidigungstrainings